# Seznam univerz v Avstriji
Seznam univerz v Avstriji (ni popoln)

## Seznam
- Akademija upodabljajočih umetnosti Dunaj (Akademie der bildenden Künste Wien)
- Alma Mater Europaea (mednarodna zasebna univerza s sedežem v Salzburgu)
- Donavska univerza Krems (Donau-Universität Krems)
- Dunajska univerza za ekonomijo in poslovno administracijo (https://www.wu.ac.at/#)
- Tehniška univerza Dunaj
- Fachhochschule Kärnten (Beljak)
- Fachhochschule Vorarlberg
- Fachhochschulstudiengänge Burgenland
- FH Joanneum (Graz-Kapfenberg-Bad Gleichenberg)
- Tehniška univerza v Gradcu
- Innsbruška medicinska univerza
- Konservatorium Wien (Musik un Kunst Privatuniversität Wien)
- Medicinska univerza na Dunaju
- Univerza Sigmunda Freuda na Dunaju (Sigmund Freud Universität Wien)
- Medicinska univerza v Gradcu
- PEF Zasebna univerza za management Dunaj
- TCM Univerza - Zasebna univerza za tradicionalno kitajsko medicino
- Terezijanska vojaška akademija
- Universität für Bodenkultur Wien (Univerza za naravne vire in uporabne življenjske vede na Dunaju)
- Univerza Mozarteum Salzburg
- Univerza Johannesa Keplerja v Linzu
- Katoliška teološka zasebna univerza Linz
- Univerza na Dunaju (Universität Wien)
- Univerza Sigmunda Freuda Dunaj
- Univerza umetnosti in industrijskega oblikovanja Linz
- Univerza v Celovcu (Alpe-Adria Universität Klagenfurt)
- Univerza v Gradcu (Karl-Franzens-Universität Graz)
- Univerza v Leobnu (Montanuniversität Leoben)
- Univerza v Innsbrucku (Leopold-Franzens-Universität Innsbruck)
- Univerza v Salzburgu (Paris Lodron Universität Salzburg)
- Univerze za glasbo in uprizoritvene umetnosti Gradec (Universität für Musik und darstellende Kunst Graz)
- Univerza za glasbo in uprizoritvene umetnosti Dunaj (Universität für Musik und darstellende Kunst Wien)
- Univerza za naravne vire in uporabne življenjske vede na Dunaju (Universität für Bodenkultur Wien)
- Univerza za uporabne umetnosti Dunaj
- Univerza za veterinarsko medicino Dunaj
- Univerza za zdravstene vede, zdravstveno informatiko in tehnologijo
- Zasebna univerza za glasbo, dramo in ples Antona Brucknerja v Linzu
- Zasebna glasbena univerza Gustava Mahlerja dežele Koroške (v Celovcu)
- Kärnten Landeskonservatorium fur Musik und Schauspiel Klagenfurt
- Webster Univerza Dunaj
- Wirtschaftsuniversität Wien (Ekonomsko-poslovna unverza na Dunaju)
- Bertha von Suttner Privatuniversität St. Pölten
- New Design University St. Pölten